# Хэзелдайн, Сэм
Сэм Хэзелдайн (англ. Sam Hazeldine; род. 29 марта 1972, Хаммерсмит, Лондон, Англия, Великобритания) — английский актёр кино и телевидения. Известен ролями Айвена Рейнолдса в фильме «Ворон» и Риаха Крейна в картине «Механик: Воскрешение»,  а также ролью Адара в телесериале «Властелин колец: Кольца Власти».

## Биография
Родился в Хаммерсмите, западной части лондонского боро Хаммерсмит и Фулхэм в семье театрального и телевизионного актёра Джеймса Хэзелдайна и Ребекки Мур. Учился в Королевской академии драматического искусства, однокурсник Эндрю Линкольна. В 1993 году бросил учёбу, чтобы продолжить карьеру в музыке.
Хэзелдайн вернулся к актёрскому мастерству в 2003 году, снявшись в 6-м сезоне сериала «Главный подозреваемый».

## Карьера
Одну из первых в своей карьере заметных ролей сыграл в 2007 году, в телевизионном фильме «Доводы рассудка».
В 2021 году снялся в фильме Ридли Скотта «Последняя дуэль».

## Фильмография
| Год       |    | Русское название                             | Оригинальное название                     | Роль                                   |
| --------- | -- | -------------------------------------------- | ----------------------------------------- | -------------------------------------- |
| 2000      | ф  | Преступные ангелы                            | Offending Angels                          | певец                                  |
| 2003      | с  | Главный подозреваемый 6: Последний свидетель | Prime Suspect 6: The Last Witness         | детектив-констебль Дэвид Батчер        |
| 2004      | ф  | Бриджит Джонс: Грани разумного               | Bridget Jones: The Edge of Reason         | журналист                              |
| 2004—2007 | с  | Чисто английское убийство                    | The Bill                                  | Грэм Батлер / Дэвид Лэйтем             |
| 2005      | с  | Дэлзил и Пэскоу                              | Dalziel and Pascoe                        | Шон Доэрти                             |
| 2005      | ф  | Хромофобия                                   | Chromophobia                              | ассистент                              |
| 2005      | ки | Гарри Поттер и Кубок Огня                    | Harry Potter and the Goblet of Fire       | Барти Крауч-младший (озвучка)          |
| 2005—2008 | с  | Новые трюки                                  | New Tricks                                | Марк Лэйн                              |
| 2006      | с  | Жизнь на Марсе                               | Life on Mars                              | Колин Рэймс                            |
| 2006      | с  | Война Фойла                                  | Foyle's War                               | Уилл Грейсон                           |
| 2006      | с  | Робин Гуд                                    | Robin Hood                                | Оуэн                                   |
| 2007      | тф | Доводы рассудка                              | Persuasion                                | Чарльз Масгроув                        |
| 2007—2008 | с  | Убийства в Мидсомере                         | Midsomer Murders                          | Саймон Диксон                          |
| 2008      | с  | Эммердейл                                    | Emmerdale                                 | доктор Роджер Эллиот                   |
| 2009      | с  | Улица Ватерлоо                               | Waterloo Road                             | капитан Энди Ригби                     |
| 2010      | ф  | Человек-волк                                 | The Wolfman                               | Гораций                                |
| 2011      | ф  | Промоутеры                                   | Weekender                                 | Морис                                  |
| 2011      | ф  | Не впускай его                               | Don't Let Him In                          | Шон                                    |
| 2012      | ф  | Ворон                                        | The Raven                                 | Айвен Рейнолдс                         |
| 2013      | с  | Обвиняемые                                   | Accused                                   | Рэй Дакин                              |
| 2012      | ф  | Подземелье мёртвых                           | Dead Mine                                 | Стэнли                                 |
| 2013      | с  | Улица потрошителя                            | Ripper Street                             | Джордж Доггетт                         |
| 2013      | с  | Безмолвный свидетель                         | Silent Witness                            | Скотт Ламберт                          |
| 2013      | ф  | Машина                                       | The Machine                               | Джеймс                                 |
| 2014      | ф  | Охотники за сокровищами                      | The Monuments Men                         | полковник Лэнгтон                      |
| 2014      | ф  | 71                                           | '71                                       | C.O.                                   |
| 2014      | с  | Острые козырьки                              | Peaky Blinders                            | Джордж Сьюэлл                          |
| 2014—2015 | с  | Воскрешение                                  | Resurrection                              | Калеб Ричардс                          |
| 2015      | с  | Хранительницы голубей                        | The Dovekeepers                           | Луций Флавий Сильва                    |
| 2016      | ф  | Братья из Гримсби                            | Grimsby                                   | Джереми Чилкотт                        |
| 2016      | ф  | Белоснежка и Охотник 2                       | The Huntsman: Winter's War                | Лейфр                                  |
| 2016      | ф  | Механик: Воскрешение                         | Mechanic: Resurrection                    | Риах Крейн                             |
| 2017      | ф  | Телохранитель киллера                        | The Hitman's Bodyguard                    | Гарретт                                |
| 2017      | с  | Падение Ордена                               | Knightfall                                | Годфри                                 |
| 2020      | ф  | Марионетка                                   | Marionette                                | Джош                                   |
| 2021      | ф  | Последняя дуэль                              | The Last Duel                             | Томен дю Буа                           |
| 2021      | с  | Ведьмак                                      | The Witcher                               | Эредин Бреакк Глас, король Дикой Охоты |
| 2022      | с  | Песочный человек                             | The Sandman                               | Барнаби                                |
| 2022—2024 | с  | Властелин колец: Кольца власти               | The Lord of the Rings: The Rings of Power | Адар                                   |
| 2024      | с  | Властелины воздуха                           | Masters of the Air                        | полковник Альберт Кларк                |